# Huso horario del Pacífico (América del Norte)

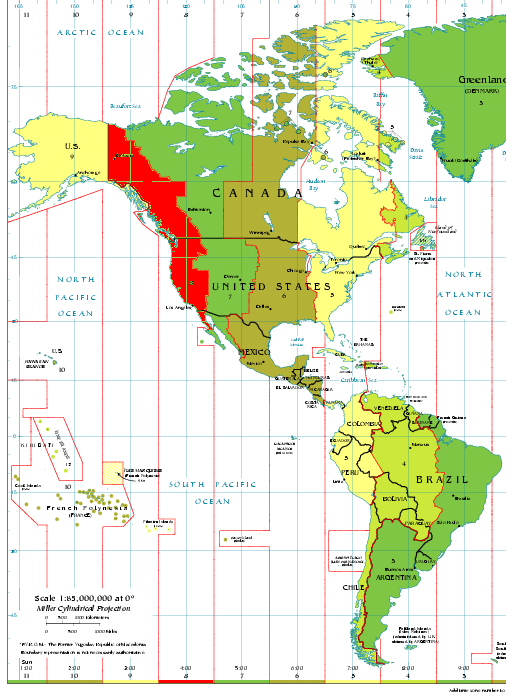
Tiempo del Pacífico.

El Tiempo del Pacífico (Pacific Time o PT internacionalmente), Hora del Pacífico, Zona Noroeste es el huso horario oficial correspondiente al UTC -8, es decir a ocho horas menos que el Tiempo Universal Coordinado o UTC, anteriormente conocido como el horario GMT.
Internacionalmente su nomenclatura varía entre PST (Pacific Standard Time - Tiempo estándar del Pacífico) cuando se emplea con horario estándar (UTC -8) y PDT (Pacific Daylight Time) al emplearse con horario de verano (UTC -7). La correcta anotación es idéntica a la anotación de la hora GMT en formato de 12 horas, siendo incorrecta su anotación en formato de 24 horas. (Ejemplo: 1:35 pm PST sería correcto mientras 13:35 PST es incorrecto.)[cita requerida]

## Territorios donde se usa

### México
Este uso horario corresponde oficialmente al estado de Baja California. La isla Clarión (archipiélago de Revillagigedo en Colima ) y Sonora también utilizan este huso horario.

### Estados Unidos
Este uso horario corresponde al Tiempo Estándar del Pacífico con el cual se rigen los estados de California y Washington, la mayor parte de Nevada y Oregón y un sector de Idaho.

### Canadá
Este huso horario corresponde también al Tiempo Estándar del Pacífico con el cual se rigen la provincia de Columbia Británica y el territorio de Yukón (hasta el 1º de noviembre de 2020).

### Otros lugares
En Oceanía es utilizado en las islas Pitcairn.

## Horario de verano
Durante el horario de verano, este huso horario cambia del PST (UTC -8) al PDT (UTC -7). Este corresponde al Tiempo Estándar de la Montaña canadiense y estadounidense.
En México se observa el horario de verano entre el primer domingo de abril y el último domingo de octubre.
El estado de Baja California, ubicado en la Zona Noroeste, cambia este periodo del huso UTC -8 al UTC -7. Baja California ha utilizado el horario de verano desde hace muchas décadas, y hasta 1996 era el único estado mexicano que utilizaba el horario de verano.
De acuerdo al CENAM, la isla isla Clarión utiliza todo el año el huso UTC -8, por lo que no utiliza el horario de verano.

## Localidades mexicanas
Principales ciudades mexicanas en el Tiempo del Pacífico:
- Ensenada, Baja California
- Mexicali, Baja California
- Tijuana, Baja California
- Tecate, Baja California
- Rosarito, Baja California
- San Quintín, Baja California
- San Felipe, Baja California
- La Rumorosa, Baja California
- San Luis Río Colorado, Sonora
- Batáquez, Baja California

La entidad gubernamental mexicana que regula la hora exacta y los husos horarios es el Centro Nacional de Metrología (CENAM), que depende de la Secretaría de Economía.